# 1-й Неопалимовский переулок
1-й Неопали́мовский переу́лок — улица в центре Москвы в Хамовниках между Смоленским бульваром и Плющихой. Здесь находится Консульский департамент МИДа России.

## Происхождение названия
В XVIII веке переулок сначала назывался Михневым, по фамилии домовладельца полковника Михнева, а затем Брынским, по фамилии другого домовладельца. Позже закрепилось современное название, присвоенное по церкви в честь иконы Божией Матери, называемой «Неопалимая купина» (построена в 1680 году, разрушена в 1930 году). Описанием этого храма заканчивает Андрей Белый свою поэму «Первое свидание»:
Бывало: церковка седая

Неопалимой Купины,

В метели белой приседая,

Мигает мне из тишины;

Перед задумчивым киотом —

Неугасимый фонарёк;

И упадает легким лётом

Под светом розовый снежок.

Неопалимов переулок

Пургой перловою кипит;

И Богоматерь в переулок

Слезой задумчивой глядит.

## Описание

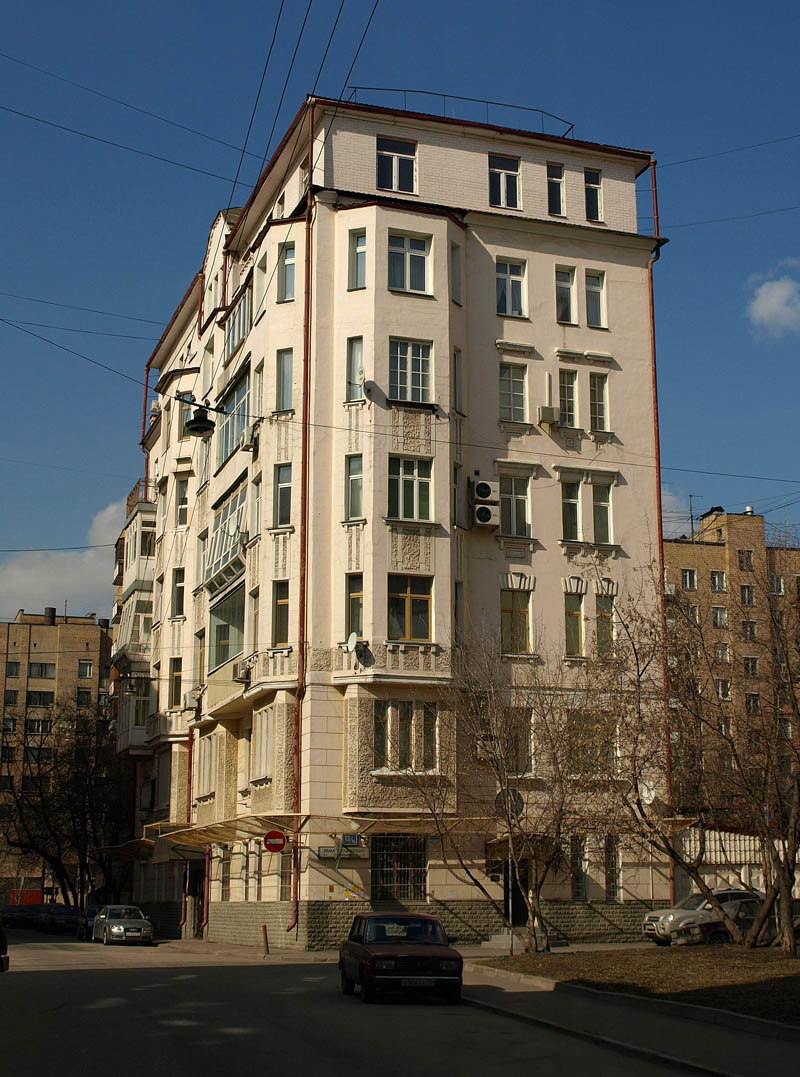
Дом 13/16 на углу 1-го Неопалимовского и Земледельческого переулков.

1-й Неопалимовский начинается на Садовом кольце от Смоленского бульвара напротив Большого Левшинского переулка, проходит на запад, слева к нему примыкают 3-й и 2-й Неопалимовский, Новоконюшенный, Серпов переулки, затем пересекает Земледельческий, заканчивается на улице Плющиха.

## Примечательные здания и сооружения
По нечётной стороне:

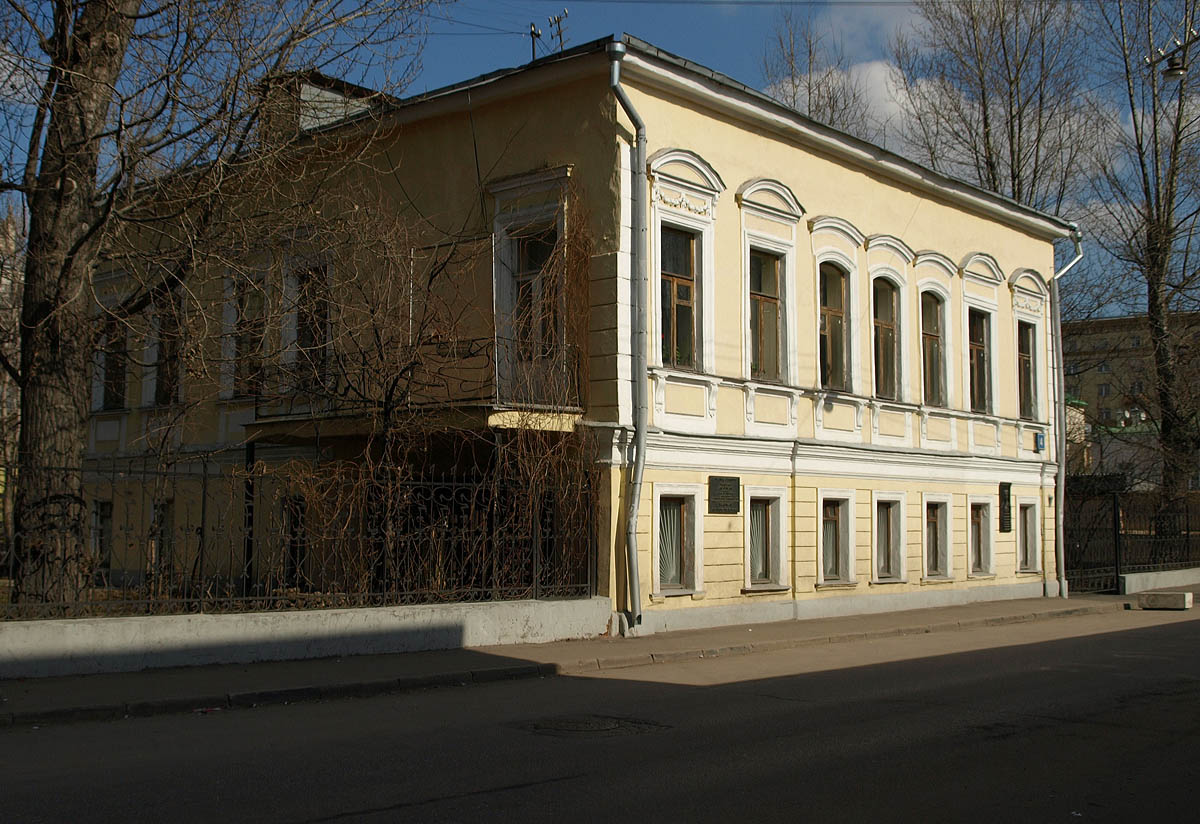
Дом 4. Редакция журнала «Наше наследие»

- № 3 /10 — доходный дом Я. Шухаева (1903, архитектор М. Я. Андреев), позднее надстроен
- № 7/14 — дом И. А. Миндовского (1905—1906, архитектор Н. Г. Лазарев), ныне — посольство Непала[1].
- № 11/22 — издательство «Манускрипт».
- № 13/16 — доходный дом (1910, архитектор М. А. Мухин[2])
- № 17 — доходный дом (перестроен в 1908 году по проекту архитектора Ф. А. Ганешина)

По чётной стороне:
- № 4 — особняк Д. Дельсаля, в котором бывал А. С. Пушкин. До 2020 года в здании размещалась редакция журнала «Наше наследие»[3];
- № 6 — участок принадлежал архитектору А. Ф. Мейснеру[4], который в 1907 году построил здесь для себя дом. Здесь жил также другой архитектор, зять Мейснера — С. Н. Шмидер[5]. Здание ныне перестроено под нужды ресторана.
- № 10 — жилой дом (1908—1913, архитектор В. Н. Башкиров)
- № 10А — школьное здание (1936)[6], ныне — журнал «Молоток»; гимназия № 1521;
- № 12 — особняк Ф. Н. Кольбе (1899—1900, 1913, арх. Ф. Н. Кольбе). В настоящее время — Министерство иностранных дел РФ (МИД России), Консульский департамент.
- № 16 — доходный дом (1913, архитектор П. В. Харко).

## В литературе
В 1-м Неопалимовском переулке происходит действие стихотворения Семёна Липкина «Неопалимовская быль» («Как с Плющихи свернешь, - в переулке...»)